# Errol Spence Jr.
Errol Spence Jr. (ur. 3 marca 1990 w Nowym Jorku) – amerykański bokser, były zawodowy mistrz świata organizacji WBC, WBA i IBF w wadze półśredniej.

## Kariera amatorska
Jako amator trzykrotnie zdobywał tytuł mistrza Stanów Zjednoczonych. Swój kraj reprezentował również na letnich igrzyskach olimpijskich w 2012 roku w Londynie, na których dotarł do ćwierćfinału. Walkę o strefę medalową przegrał z Andriejem Zamkowojem.

## Kariera zawodowa
Pierwszą zawodową walkę stoczył już trzy miesiące po udziale w igrzyskach olimpijskich – 9 listopada 2012 w Fantsy Springs Casino w Indio znokautował w trzeciej rundzie Jonathana Garcię.
Po czterech latach zawodowej kariery jego bilans wynosił dziewiętnaście zwycięstw i żadnej porażki, z czego szesnaście zwycięstw przed czasem. 16 kwietnia 2016 roku miał przejść swój najpoważniejszy jak na tamten moment zawodowy test, mierząc się z byłym mistrzem świata Chrisem Algierim (21-2, 8 KO). Test zdał śpiewająco, wygrywając przez TKO w piątej rundzie, a w czasie całej walki rzucając swojego oponenta trzykrotnie na matę ringu.
21 sierpnia 2016 roku w ostatecznym eliminatorze do tytułu mistrza świata organizacji IBF spotkał się z Włochem Leonardem Bundu (33-1-2, 13 KO). Znokautował swojego bardziej doświadczonego rywala w szóstej rundzie i awansował na pierwsze miejsce w światowym rankingu IBF.

### Zdobycie mistrzostwa świata IBF i jego obrony
27 maja 2017 roku na stadionie Bramall Lane w Sheffield spotkał się z mistrzem świata federacji IBF Kellem Brookiem (36-1, 25 KO). Po bardzo ciekawej walce wygrał przez TKO w 11 rundzie i został nowym mistrzem świata. Do momentu przerwania walki sędziowie punktowali ją 97-92, 95-94, 96-93 wszyscy na jego korzyść.
20 stycznia 2018 roku w Barclays Centre na Brooklynie pokonał walkowerem w siódmej rundzie byłego mistrza świata Lamonta Petersona (35-3-1, 17 KO), po raz pierwszy skutecznie broniąc tytułu mistrza świata federacji IBF.
16 czerwca 2018 w Frisco obronił po raz drugi tytuł mistrza świata IBF. Wygrywając przez nokaut w pierwszej rundzie z Carlosem Ocampo (22-1, 13 KO).
16 marca 2019 w Arlington zdominował mistrza czterech kategorii wagowych Mikeya Garcię (39-1, 30 KO), wygrywając 120-107 i dwa razy 120-108.

### Zdobycie mistrzostwa świata WBC
28 września 2019 w Los Angeles pokonał niejednogłośną decyzją sędziów (116-111, 116-111 i 112-115) Shawna Portera (30-3-1, 17 KO) i zunifikował pasy IBF i WBC wagi półśredniej. 

### Walka z Dannym Garcią
5 grudnia 2020 roku na AT&T Stadium w Arlington w Teksasie w obronie pasów mistrzowskich IBF i WBC wagi półśredniej spotkał się w ringu z Dannym Garcią (36-3, 21 KO). Zwyciężył jednogłośnie na punkty (117-111, 116-112, 116-112). Była to dla niego pierwsza walka od groźnego wypadku samochodowego, któremu uległ w październiku 2019 roku (Spence spowodował wypadek prowadząc samochód pod wpływem alkoholu).

### Walka o pasy WBC, WBA i IBF
16 kwietnia 2022 roku na AT&T Stadium w Arlington w Teksasie pokonał przez TKO w 10. rundzie Yordenisa Ugasa, zgarniając tym samym tytuły mistrza świata federacji WBC, WBA oraz IBF w wadze półśredniej.

### Walka o pasy WBC, WBA, IBF oraz WBO
29 lipca 2023 w T-Mobile Arena w Las Vegas przegrał przez TKO w 9. rundzie pojedynek o pasy mistrzowskie federacji WBC, WBA, IBF oraz WBO wagi półśredniej z Terence Crawfordem (40-0, 31 KO).